# Protorhyssalus goldmani
Protorhyssalus goldmani is een insect dat behoort tot de orde vliesvleugeligen (Hymenoptera) en de familie van de schildwespen (Braconidae). De wetenschappelijke naam van de soort werd voor het eerst geldig gepubliceerd door Basibuyuk & Quicke in 1999.